# جاسر الخميري
جاسر الخميري (مواليد 27 يوليو 1997)، هو لاعب كرة قدم تونسي محترف يلعب مع نادي سان أنطونيو في دوري البطولة الولايات المتحدة، وبذلك أصبح أول لاعب تونسي يلعب في هذا الدوري.

## روابط خارجية
- جاسر الخميري على موقع الدوري الأمريكي (الإنجليزية)
- جاسر الخميري على موقع قاعدة بيانات كرة القدم.إي يو (الإنجليزية)
- جاسر الخميري على موقع Soccerway.com (الإنجليزية)
- جاسر الخميري على موقع عالم كرة القدم.نت (الإنجليزية)
- جاسر الخميري  على سكروي
- ملف MLS